# Acrossocheilus hemispinus
Acrossocheilus hemispinus е вид лъчеперка от семейство Шаранови (Cyprinidae). Видът не е застрашен от изчезване.

## Разпространение и местообитание
Разпространен е в Китай (Джъдзян и Фудзиен).
Обитава сладководни басейни и реки.

## Описание
На дължина достигат до 20 cm.
Популацията на вида е намаляваща.